# فرانسیس هریسون
فرانسس هریسون ( به انگلیسی: Frances Harrison؛ زاده: ۱۳ مهٔ ۱۹۶۶(۵۶ سال) روزنامه‌نگار اهل انگلستان است که با بی‌بی‌سی کار می‌کرد. وی همسر کسری ناجی است.

## تحصیلات
هریسون ادبیات انگلیسی را در ترینیتی هال، کمبریج خواند و کارشناسی ارشد را در مطالعات منطقه جنوب آسیا در دانشکده مطالعات شرقی و آفریقایی در دانشگاه لندن و MBA در کالج امپریال لندن گذراند.

## خبرگزار بی‌بی‌سی
او خبرنگار بی‌بی‌سی در کشورهای فراوانی از جمله ایران در طی ۴ سال بوده‌است ک در این مدت به برخی مناطق از جمله زرده دالاهو در کرمانشاه که از اواخر جنگ ایران و عراق مورد حمله شیمیایی صدام قرار گرفت رفته‌است.

## ازدواج
هریسون با کسری ناجی (زاده ۱۳۳۱) خبرنگار بخش فارسی بی‌بی‌سی ازدواج کرده‌است. و زمان ریاست جمهوری محمود احمدی‌نژاد به ناجی پیشنهاد می‌دهد کتابی درباره‌اش بنویسد کتابی به نام «احمدی‌نژاد: داستان ناگفته رهبر تندروی ایران» (به انگلیسی: Ahmadinejad: The Secret History of Iran’s Radical Leader)

## فرزند
فرزند او سیروس ناجی است.